# Rog izobilja
Rog izobilja (latinsko cornu copiae), tudi cornucopia, je bil v klasični antiki simbol obilja in prehrane, pogosto velika posoda v obliki roga, iz katerega se prelivajo pridelki, cvetovi ali oreščki, in sega v čas 5. stoletja pr. n. št.

## V mitologiji
Mitologija ponuja številna pojasnila o izvoru roga izobilja. Med najbolj znanimi je rojstvo in negovanje mladega Zevsa, ki so ga morali skriti pred njegovim očetom Kronosom. V jami na planini Ida na otoku Kreti so za otroka Zevsa skrbeli in ga ščitili številni božanski spremljevalci, med njimi tudi koza Amalteja, ki ga je hranila s svojim mlekom. Sovražni bodoči kralj bogov je imel nenavadne sposobnosti in moči in pri igranju z dojiljo je po naključju zlomil en rog, ki je potem imel božansko moč, da je zagotavljal neprekinjeno hrano, kot rejnica boga. 
V drugem mitu je se je Heraklej (rimski Herkul) boril z bogom reke Ahelojem in odtrgal enega od njegovih rogov (včasih so bili rečni bogovi prikazani z rogovi ). Ta različica je predstavljena v sliki Aheloj in Herkul, ameriškega umetnika Thomasa Harta Bentona.
Rog izobilja je postal atribut več grških in rimskih božanstev, zlasti tistih, ki so povezani z žetvijo, blaginjo ali duhovnim obiljem, kot so personifikacije Zemlje (Gaja ali Terra); otrok Plut, bog bogastva in sin boginje Demetre; nimfa Maja in Fortuna, boginja sreče, ki je imela moč, da omogoči blaginjo. V rimskem cesarskem kultu so rimska božanstva, ki so pospeševala mir (pax Romana) in blaginjo, tudi predstavljena z rogom izobilja, med katerimi so bili Abundantija, personifikacija obilja in Anona, boginja oskrbe žita v mestu Rim. Had, klasični vladar podzemlja v grško-rimskih misterijih, je bil dajalec kmetijskega, mineralov in duhovnega bogastva, v umetnosti pa pogosto nosi tudi rog izobilja. 

## Sodobne upodobitve
V sodobnih upodobitvah je Cornu copia votla, rogu podobna pletena košara, napolnjena z raznim sadjem in zelenjavo. V večini Severne Amerike ga povezujejo tudi z zahvalnim dnem.
Je tudi ime letne novembrske svečanosti o hrani in vinu v Whistlerju, Britanska Kolumbija, Kanada. V zastavi in grbu Idaho sta vidna dva rogova. Veliki grb Severne Karoline prikazuje stoječo Liberty in Plenty, ki drži rog izobilja. Grb Kolumbije, Paname, Peruja in Venezuele ter grb države Victoria v Avstraliji, prav tako označuje rog izobilja, ki simbolizira blaginjo. 
Na Finskem ima podobno vlogo Sampo.